# Primelephas
Primelephas is een uitgestorven geslacht van olifanten die leefden tijdens het Mioceen en Plioceen. Er bestaat van dit geslacht een hypothese dat dit de veelvoorkomende voorouders waren van de mammoet, en de naaste verwant van de geslachten Elephas en Loxodonta, de Afrikaanse en Euraziatische olifanten, die vier tot zes miljoen jaar geleden afsplitsten.